# هلت (مقاطعة تشرداول)
هلت (بالفارسية: هلت) هي قرية تقع في قسم بيجنوند الريفي (مقاطعة تشرداول) في إيران. يقدر عدد سكانها بـ 106 نسمة بحسب إحصاء 2016.